# Ildjarn
Ildjarn - solowy projekt blackmetalowy z Norwegii, którego twórcą jest Vidar Vaaer. Niektóre utwory nagrano z muzykiem znanym jako Nidhogg, są one wydawane jako "Ildjarn-Nidhogg". Teksty utworów nie są udostępnione, tak więc ciężko jest jednoznacznie stwierdzić, o czym traktują. Jednakże z wywiadów z autorem wynika, iż w większości poświęcone są przyrodzie Norwegii.
W roku 2006 na (obecnie zamkniętej) oficjalnej stronie pojawiła się wiadomość, iż już żadnych nowych wieści nie będzie można na niej przeczytać, co było jednoznaczne z tym, że to koniec Ildjarn. Tytuł ostatniej płyty - Ildjarn is Dead, zawierający "Final statement"- napisany gotycką czcionką zbiór przemyśleń Vidar'a- jest jakoby tego potwierdzeniem. 
Po sesji Hardangervidda, która odbyła się w roku 1997, nie nagrano nic nowego. Wszystkie następne wydawnictwa są kompilacjami zawierającymi stare i nie wydane jeszcze utwory.

## Dyskografia
- Seven Harmonies of Unknown Truths (Demo) - (1992)
- Ildjarn [Demo] - (1993)
- Ildjarn-Nidhogg: Norse [EP][7"] - (1993)
- Minnesjord [Demo][LP] - (1994)
- Det Frysende Nordariket [CD] - (1995)
- Ildjarn [CD][2*LP] - (1995)
- Svartfråd [MCD][7"] - (1996)
- Forest Poetry [CD][2*10"] - (1996)
- Landscapes [2x CD][3*LP - (1996)
- Strength and Anger [CD][2*LP] - (1996)
- Son of the Northstar [EP][CD] - (2001)
- Ildjarn-Nidhogg: Hardangervidda [CD] - (2002)
- Ildjarn-Nidhogg: Hardangervidda Part 2 [EP][CD] - (2002)
- 1992-1995 Kompilacja][CD][2xLP] - (2002)
- Ildjarn-Nidhogg: Ildjarn-Nidhogg [Kompilacja] [LP] - (2003)
- Nocturnal Visions [Kompilacja] [LP][CD]- (2004)
- Ildjarn 93 [Kompilacja] [LP] - (2005)
- Ildjarn is Dead [Kompilacja] [2x CD/LP] - (2005)